# Godofredo I de Vilearduin
Godofredo I de Vilearduin, de Villearduin ou de Villehardouin (em francês: Geoffroi Ier de Villehardouin; c. 1169 - ca. 1229) foi um cavaleiro francês do Condado de Champanhe, que juntou-se a Quarta Cruzada. Ao lado de Guilherme de Champlite realizou a conquista do Peloponeso e impediu o avanço das tropas do déspota do Epiro Miguel I Comneno Ducas (r. 1205–1215). Após a morte de Guilherme, investido como príncipe da Acaia, em 1208, Godofredo I tornou-se príncipe em 1209/1210, mantendo o título até sua morte. Sob seu reinado, o Principado de Acaia expandiu suas fronteiras em direção a Argos e o Senhorio de Tebas e tornou-se vassalo direto do Império Latino de Constantinopla. Os últimos anos de seu reinado foram marcados pelo conflito eclesiásticos, primeiro com o patriarca latino de Constantinopla Gervásio I (1215–1219) e depois com o papa Honório III (1216–1227).

## Biografia

### Primeiros anos e Quarta Cruzada
Godofredo nasceu em 1169, na região do Condado de Champanhe, filho mais velho de João de Vilearduin e sua esposa Celina de Briel. Casou-se com certa Isabel, tradicionalmente identificada com Isabel de Chappes, uma descendente de uma família cruzada, uma identificação rejeitada por Jean Longnon. Embora ainda é controversa a identidade de sua esposa, sabe-se que o casal teve três filhos: Godofredo II (r. 1229–1246), Guilherme II (r. 1246–1278) e Alícia de Vilearduin.
Ele levou a cruz com seu tio, Godofredo de Villehardouin, o futuro cronista da Quarta Cruzada, em um torneiro de Écry-sur-Aisne no final de novembro de 1199. Godofredo estava entre os cruzados que foram diretamente para a Síria. Assim, não estava presente na ocupação de Constantinopla pelos cruzados em 13 de abril de 1204. Ao ouvir sobre a captura da grande cidade do Bósforo, decidiu velejar para oeste no verão de 1204, mas o clima ruim e ventos adversos levaram-o mais a oeste. Ele desembarcou em Modon (atual Metoni, Grécia) no sul do Peloponeso, onde permaneceu no inverno de 1204-1205.

### Conquista do Peloponeso

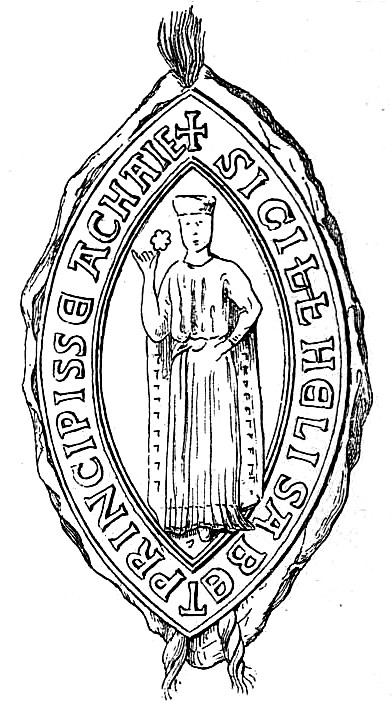
Selo de Isabel, a esposa de Godofredo I

Em Modon, Godofredo entrou em aliança com um arconte grego da Messênia para conquistar grande parte do Peloponeso ocidental. Quase imediatamente depois disso, todavia, o grego morreu e seu filho rompeu a aliança. Foi neste momento que soube da aparição do rei Bonifácio I de Tessalônica (r. 1204–1207) com seu exército diante de Náuplia. Ele pretendia procurar ajuda e partiu no começo de 1205 para juntar-se ao rei. Foi bem recebido por Bonifácio I, que teria retido-o em seu serviço. Mas no campo em Náuplia, Godofredo encontrou seu bom amigo Guilherme de Champlite e ofereceu ao último compartilhar a conquista do Peloponeso. Guilherme aceitou a oferta e os dois receberam permissão real para a expedição.
Eles partiram em campanha com 100 cavaleiros e 400 homens montados na primavera de 1205. Tomaram Patras e Pondicos em assalto, e Andravida abriu seus portões. Os habitantes do campo submeteram-se e foram confirmados em suas propriedades e costumes locais. Apenas na Arcádia houve resistência aos cruzados. Esta oposição foi liderada pelos senhores da Arcádia e Lacônia, particularmente a família Camareto, aliada a tribo eslava dos melingos. A resistência logo juntou-se a um certo Miguel, identificado por muitos estudiosos com Miguel I Comneno Ducas (r. 1205–1215), que estava criando seu próprio principado no Epiro. Miguel avançou no Peloponeso com 5 000 homens, mas o pequeno exército cruzado derrotou-o em Cúnduros, no norte de Messênia. Os cruzados então completaram a conquista da região e avançaram para o interior do país, ocupando a península inteira com a exceção da Arcádia e Lacônia.
Guilherme de Champlite assim tornou-se mestre do Peloponeso com o título de príncipe da Acaia (1205-1209) sob a suserania do rei da Tessalônica e Godofredo recebeu Calamata e Messênia como um feudo de um novo príncipe. Porém, a República de Veneza fez valer suas reivindicações com os líderes da Quarta Cruzada que tinham garantido a ela pelo Tratado de Partilha de 1204 a ocupação de importantes estações ao longo da rota marítima para Constantinopla. Assim, os venezianos armaram uma frota que tomou Modon e Coron (Coroni) em 1206, mas Guilherme de Champlite compensou Godofredo ao conceder-lhe a Arcádia.

### Reinado em Acaia

Peloponeso na Idade Média

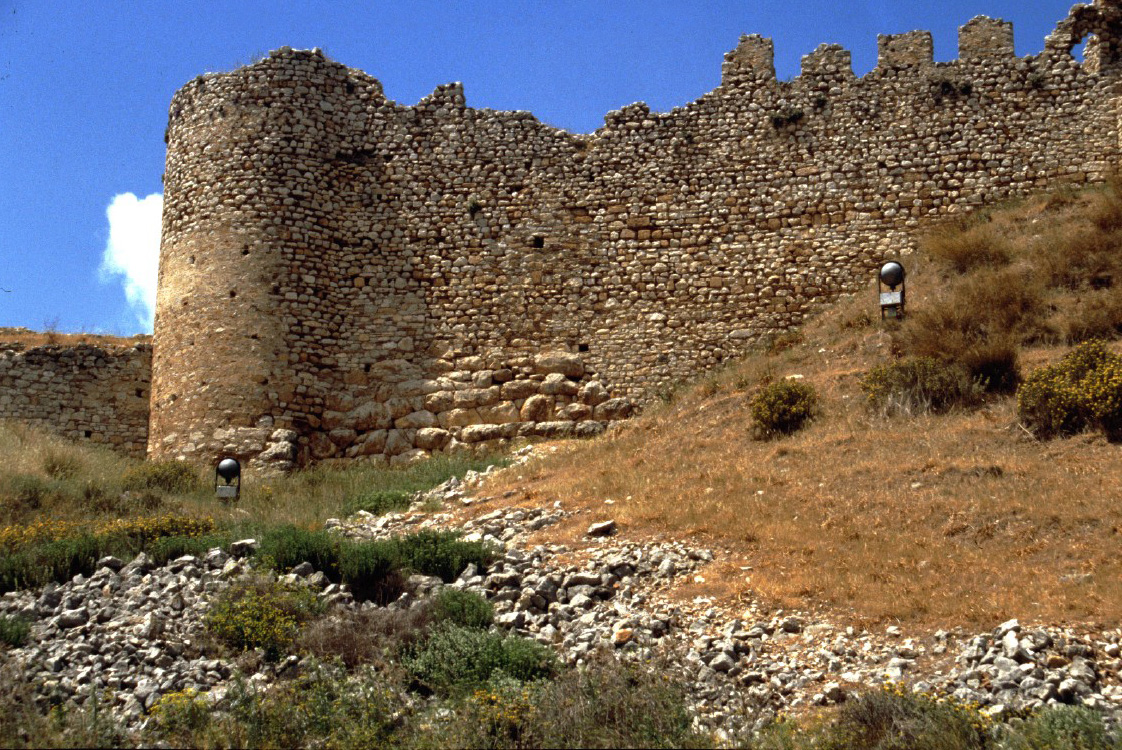
O castelo medieval na Colina de Lárissa, em Argos

Em 1208, Guilherme I da Acaia partiu para a França de modo a reclamar a herança que seu irmão lhe deixara. Guilherme I nomeou Godofredo para administrar o principado como bailio até que Hugo, sobrinho do príncipe, chegasse. Contudo, tanto o príncipe como seu sobrinho morreu logo depois. Em maio de 1209, Godofredo foi para o parlamento convocado pelo imperador latino Henrique I (r. 1206–1216) em Ravenica para assegurar sua lealdade ao imperador. O imperador confirmou-o como príncipe da Acaia e o fez um vassalo imperial imediato, bem como nomeou-o senescal do Império Latino.
A Crônica da Moreia narra que ele apenas tornou-se príncipe da Acaia algum tempo depois, pois o sobrinho mais velho de Guilherme I, Roberto, tinha um ano e um dia para viajar para o Peloponeso e clamar sua herança. De acordo com a história, todos os tipos de sortilégios foram usados para causar atrasos na viagem de Roberto para o Oriente, e quanto finalmente chegou, Godofredo manteve-se em movimento de lugar para lugar com os principais soldados até o tempo se esgotar. Godofredo então realizou uma assembleia que declarou que o herdeiro tinha confiscado seus direitos e elegeu Godofredo príncipe hereditário da Acaia.
Em junho de 1209, Godofredo fez um pacto com os venezianos sobre na ilha de Sapienza, pelo que reconheceu-se como vassalo da República de Veneza por todas as terras que se estenderam de Corinto para Navarino (agora Pilos, Grécia) e deu a Veneza o direito de livre comércio através do principado. Depois disso, Godofredo I devotou-se a aumentar suas possessões. Com a ajuda de Otão I de Atenas (r. 1204–1225) sitiou, em 1209 ou 1210, a fortaleza de Acrocorinto, onde primeiro Leão Esguro e então Teodoro Comneno Ducas, irmão de Miguel I do Epiro, resistiu aos ataques cruzados. Nos meses que se seguiram, Náuplia também foi tomada, e no começo de 1212 a fortaleza de Argos, onde Teodoro Comneno Ducas guardou o tesouro da Igreja de Corinto, igualmente caiu perante os sitiantes. Quando os senhores de Tebas Albertino e Rolandino de Canossa deixaram sua cidade, o Senhorio de Tebas foi dividido igualmente entre Godofredo I e o senhor de Atenas.
Godofredo I enviou para a França, principalmente Champanhe, jovens caleiros para ocupar os territórios recém-conquistados e os feudos daqueles que tinham retornado para o Ocidente. Sob Godofredo I, a concessão de feudos e as obrigações que vieram com eles foram revisadas diante de barões reunidos em um grande parlamento em Andravida. Assim, uma dúzia de grandes baronies surgiu no principado, e aqueles que receberam os títulos deles fizeram com seus muitos vassalos a Alta Corte de Acaia.

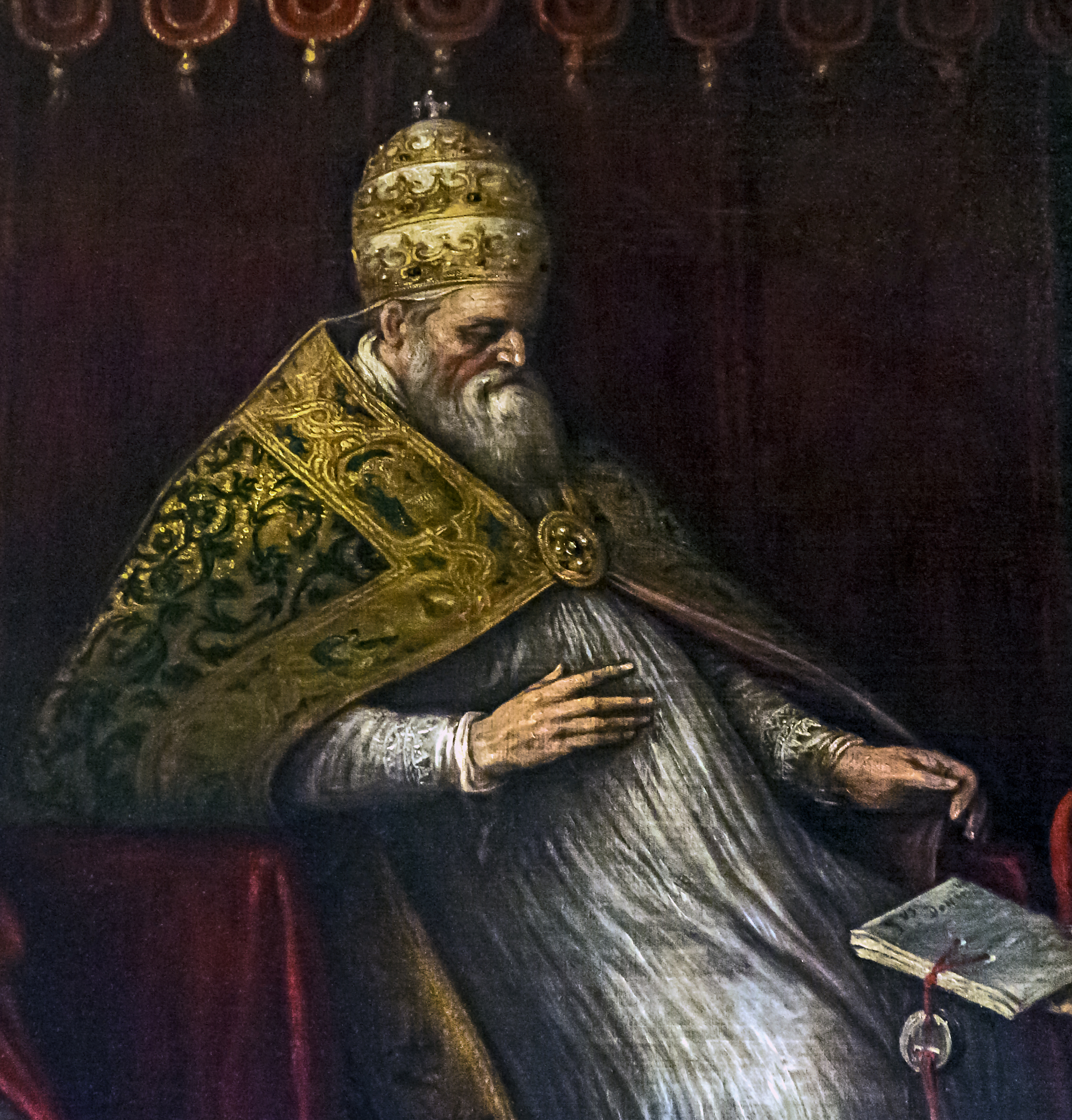
Papa Honório III

No tempo da conquista muito da propriedade eclesiástica foi secularizada e, apesar das exigências do clero, ela não foi retornada para as igrejas. A Crônica da Moreia relata que quando as igrejas se recusaram a fornecer seu quinhão de ajuda militar, Godofredo I cooptou suas propriedades e utilizou os tributos delas para a construção do poderoso Castelo de Clermont. Além disso, Godofredo I também foi acusado de tratar os sacerdotes gregos como servos, pois seu número aumentou consideravelmente, uma vez que os prelados gregos não mostraram hesitação em conferir ordens aos camponeses para permiti-lhes escapar das amarras da servidão. Eles eventos resultaram em um prolongado conflito com a Igreja.
O patriarca latino de Constantinopla Gervásio I (1215–1219) promulgou um decreto de excomunhão contra Godofredo I e liderou um interdito à Acaia. Perante o pedido do príncipe, contudo, em 11 de fevereiro de 1217, papa Honório III (1216–1227) declarou que o patriarca devia afrouxar a sentença dentro de uma semana após o recebimento da carta papal. O patriarca então enviou um legado que liderou um novo interdito do Patriarcado de Acaia, porém seu ato foi qualificado pelo papa como usurpação de poder da Santa Sé. Em seguida o legado papal João Colona, que estava viajando através do Peloponeso em 1218, excomungou Godofredo I devido a retenção contumaz de certas abadias, igrejas, paróquias rurais e bens eclesiásticos. Perante o pedido da alto clero local, o papa confirmou a excomunhão de Godofredo I em 21 de janeiro de 1219. O pape chegou a declará-lo como sendo um inimigo de Deus "mais desumano que Faraó".
O conflito durou até 1223, quando Godofredo I decidiu negociar e enviou um de seus cavaleiros para Roma. Finalmente, em 4 de setembro de 1223, Honório III confirmou o acordo que foi assinado entre o príncipe e a Igreja da Acaia. De acordo com o tratado, o príncipe restaurou as terras da Igreja, mas manteve os tesouros e mobílias das igrejas em troca de uma indenização anual. Além disso, os sacerdotes gregos gozaram de liberdade e imunidade, embora isso fosse limitado pelo tamanho da comunidade. Godofredo morreu em algum momento entre 1228 e 1230, com cerca de 60 anos. Ele foi enterrado na Igreja de São Jaime em Andravida.